# 아슈라프 하키미
아슈라프 하키미 무흐(아랍어: أشرف حكيمي موح, 스페인어: Achraf Hakimi Mouh, 1998년 11월 4일 ~ )는 모로코 축구 선수이며, 현재 프랑스 리그 1의 파리 생제르맹에서 뛰고 있다. 주 포지션은 풀백이다.

## 어린 시절
하키미는 스페인 마드리드에서 모로코인 부모 사이에서 태어났다. 하키미는 8세에 콜로니아 오피게비(Colonia Ofigevi)에 입단한 후 2006년 레알 마드리드의 유소년 팀에 합류했다.

## 구단 경력

### 레알 마드리드

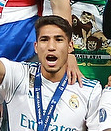
2017-18 UEFA 챔피언스리그에서 우승한 레알 마드리드의 하키미

하키미는 2-3으로 패한 파리 생제르맹과의 2016년 인터내셔널 챔피언스컵 1차전에서 레알 마드리드 데뷔전을 치렀다. 2016년 8월 20일, 그는 3-2로 이긴 레알 소시에다드 B와의 세군다 디비시온 B 홈 경기에서 성인 무대 신고식을 치렀다.
2016년 9월 25일, 하키미는 푸엔라브라다와의 경기에서 1-1 동점골을 넣으며 성인 무대 첫 골을 기록했다.
2017년 8월 19일, 하키미는 다니 카르바할과 나초의 백업 선수로서 1군으로 승격되었고, 등번호 19번을 배정받았다. 그는 10월 1일, 2-0으로 이긴 에스파뇰과의 홈 경기에서 첫 라 리가 데뷔전을 치렀다. 2017년 12월 9일, 그는 5-0으로 이긴 세비야와의 경기에서 첫 라 리가 골을 기록했다. 2018년 5월 12일, 그는 6-0으로 이긴 셀타 비고와의 경기에서 두 번째 골을 기록했다. UEFA 챔피언스리그 2017-18에서, 그는 18세 이하의 나이로 2번 출전하였고, 레알 마드리드는 3년 연속으로 우승을 차지하였다. 하키미는 UEFA 챔피언스리그를 우승한 최초의 모로코 선수가 되었다.

### 보루시아 도르트문트 임대
2018년 7월 11일 하키미는 보루시아 도르트문트와 2년 임대 계약을 체결했다. 9월 27일, 그는 7-0으로 이긴 1. FC 뉘른베르크와의 경기에서 클럽에서의 첫 골을 기록했다. 하키미는 아틀레티코 마드리드와의 UEFA 챔피언스리그 경기에서 처음으로 한 경기에 3도움을 기록했는데, 이 경기는 도르트문트에서의 첫 UEFA 챔피언스리그 경기였다. 2019년 10월 2일 하키미는 SK 슬라비아 프라하와의 UEFA 챔피언스리그 조별 리그 경기에서 2골을 넣으며 대회 첫 골을 기록했다. 2019년 11월 5일, 하키미는 인테르나치오날레와의 베스트팔렌슈타디온 경기에서 후반전에 또다시 2골을 기록하며 3-2 승리에 일조했다.
2020년 2월, 하키미는 유니온 베를린과의 경기에서 36.48 km/h(22.67 mph)로 분데스리가 최고 속도 기록을 세웠고, 3개월 전 RB 라이프치히와의 경기에서 36.2km/h(22.5mph)를 기록했다. 5월 31일, 하키미는 6-1로 이긴 파더보른과의 원정 경기에서 득점을 기록했다. 골을 넣은 후, 하키미는 셔츠를 벗고 "조지 플로이드를 위한 정의"라는 메시지가 적힌 셔츠를 드러냈다. 하키미의 팀 동료인 제이든 산초도 득점 후 비슷한 셔츠를 공개했다.

### 인테르나치오날레 밀라노
2020년 7월 2일, 하키미는 약 4천만 유로의 이적료로 세리에 A 구단 인터 밀란과 5년 계약을 체결했다. 그는 9월 26일에 데뷔하여 세리에 A에서 피오렌티나를 상대로 4-3 승리를 거두는 데 도움을 줬다.이후 인테르나치오날레 밀라노가 5-2로 승리한 베네벤토와의 리그 경기에서 구단 소속으로 첫 골을 넣었다.

### 파리 생제르맹
하키미는 2021년 7월 6일 리그 1 구단인 파리 생제르맹(PSG)과 5년 계약을 맺었다. 하키미는 8월 7일 리그 1 데뷔전을 치렀고, 90분 내내 출전해 트루아를 상대로 PSG 소속으로 첫 골을 넣었다. 8월 24일, 마르세유와의 0-0 무승부에서 첫 레드카드를 받았다. 9월 22일, 하키미는 메츠를 상대로 2-1 승리를 거두며 두 골을 넣었다. PSG에서의 첫 시즌에 그는 자신의 커리어에서 두 번째 리그 우승인 리그 1 우승을 차지했다.
2023년 2월 14일, 하키미는 2022 FIFA FIFPRO 월드 11 후보로 뽑혔다.

## 국가대표 경력

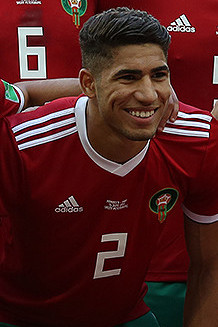

17세 이하와 20세 이하 모로코 대표팀으로 뛴 그는, 하키미는 2016년 6월 5일 카메룬 U-23과의 친선 경기에서 1-0으로 승리한 경기에 출전하며 23세 이하 대표팀에 데뷔했다. 그는 2016년 10월 11일에 캐나다를 상대로 4-0 승리를 거둔 경기에 교체 출전하며 A 대표팀 데뷔전을 치렀다. 그는 2017년 9월 1일에 첫 번째 A 대표팀 소속으로 골을 넣었고, 말리의 6-0 홈 경기에서 4번째 골을 넣었다.
2018년 5월, 그는 2018년 FIFA 월드컵의 모로코의 예비 명단에 이름을 올렸고, 6월 4일에는 여름 토너먼트의 최종 23인 명단에 이름을 올렸다.
하키미는 또한 카메룬에서 열리는 2021년 아프리카 네이션스컵에도 소집되었다. 그는 조별 예선에서 모든 경기를 선발 출전했다. 그는 2-2로 비긴 가봉전에서 프리킥을 성공시켰고 말라위와의 16강전에 선발 출전해 전반 70분에 프리킥 득점을 성공시켜 팀의 승리를 이끌었다.
2022년 11월 10일, 하키미는 카타르에서 열리는 2022년 FIFA 월드컵에 참가할 모로코의 26인 선수단에 이름을 올렸다. 그는 16강전 스페인과의 승부차기를 성공시켜 모로코의 8강 진출권을 확보했다.

## 플레이 스타일
보루시아 도르트문트에 합류하면서 하키미는 전술적, 기술적으로 능숙하고 수비에서 길고 정확한 패스를 할 수 있는 빠르고 역동적이며 강력한 오른쪽 공격형 풀백 또는 윙백으로 평가받는다.

## 출전 통계
| Club                     | Season       | Total | Total |
| Club                     | Season       | Apps  | Goals |
| ------------------------ | ------------ | ----- | ----- |
| Real Madrid Castilla     | 2016–17      | 28    | 1     |
| Real Madrid              | 2017–18      | 17    | 2     |
| Borussia Dortmund (loan) | 2018–19      | 28    | 3     |
| Borussia Dortmund (loan) | 2019–20      | 45    | 9     |
| Inter Milan              | 2020–21      | 45    | 7     |
| Paris Saint-Germain      | 2021–22      | 41    | 4     |
| Paris Saint-Germain      | 2022–23      | 39    | 5     |
| Paris Saint-Germain      | 2023–24      | 40    | 5     |
| Paris Saint-Germain      | 2024–25      | 55    | 11    |
| Career total             | Career total | 338   | 47    |

## 수상

#### 레알 마드리드
- UEFA 챔피언스리그 : 2017-18
- UEFA 슈퍼컵 : 2017
- FIFA 클럽 월드컵 : 2017
- 수페르코파 데 에스파냐 : 2017
- 코파 델 레이 후베닐 : 2017

#### 보루시아 도르트문트
- DFL 슈퍼컵 : 2019

#### 인테르나치오날레 밀라노
- 세리에 A : 2020-21

#### 파리 생제르맹
- 리그 1 : 2021–22, 2022–23, 2023–24, 2024-25
- 쿠프 드 프랑스 : 2023–24, 2024-25
- 트로페 데 샹피옹 : 2022, 2023, 2024
- UEFA 챔피언스리그 : 2024-25
- UEFA 슈퍼컵 : 2025

#### 모로코
- FIFA 월드컵 4위 : 2022
- 하계 올림픽 동메달 : 2024

### 개인
- 아프리카 올해의 영플레이어 : 2018, 2019
- 분데스리가 시즌의 팀 : 2019-20
- ESM 올해의 팀 : 2020-21
- CAF 올해의 팀 : 2019, 2023, 2024
- 아프리카 네이션스컵 대회의 팀 : 2021
- 세리에 A 올해의 팀 : 2020-21
- FIFPRO 월드 11 : 2022
- 리그 1 올해의 팀 : 2022–23, 2023–24, 2024-25
- UEFA 챔피언스리그 시즌의 팀 : 2024-25
- UEFA 챔피언스리그 Breakthrough XI : 2019
- FIFA 클럽 월드컵 대회의 팀 : 2025
- 모로코 왕국 공로장[53] : 2022